# Chiruromys vates
Chiruromys vates är en däggdjursart som först beskrevs av Thomas 1908.  Chiruromys vates ingår i släktet Chiruromys och familjen råttdjur. IUCN kategoriserar arten globalt som livskraftig. Inga underarter finns listade i Catalogue of Life.
Denna gnagare förekommer på östra Nya Guinea. Den vistas i låglandet och i bergstrakter upp till 1500 meter över havet. Habitatet utgörs av fuktiga tropiska skogar. Individerna bildar mindre flockar och vilar i trädens håligheter. Honor kan ha flera kullar per år.